# Shu (staat)
Shu (蜀) was een van de kleinere Strijdende Staten in China. Het lag in het bergachtige westen, met de hoofdstad Chengdu. Het latere Shu-Han is ernaar vernoemd.
Shu werd in 316 v.Chr. veroverd door Qin, daarbij geholpen door Ba.